# Bomen Railway Station
Bomen Railway Station, tidigare North Wagga Wagga Railway Station, är en stängd järnvägsstation belägen i orten Bomen i New South Wales i Australien. Stationen, som är belägen på stambanan mellan Sydney och Albury, öppnades den 3 september 1878 som North Wagga Wagga Railway Station och bytte den 1 mars 1882 namn till Bomen Railway Station. Bomen Railway Station stängdes okänt år. Stationen, vars byggnad är av unik design för New South Wales, och stinsens tjänstehus har tagits med på delstaten New South Wales kulturskyddsregister State Heritage Register.